# Maor Buzaglo
Maor Bar Buzaglo (in ebraico מאור בוזגלו‎?; Karmiel, 14 gennaio 1988) è un ex calciatore israeliano, di ruolo attaccante.

## Carriera
Il 15 settembre 2016 debutta con l'Hapoel Be'er Sheva in Europa League, contro l'Inter, segnando il goal dello 0-2.

## Palmarès

### Club

#### Competizioni nazionali
- Campionato israeliano: 2

Hapoel Be'er Sheva: 2015-2016, 2016-2017
- Supercoppa d'Israele: 1

Hapoel Be'er Sheva: 2016
- Coppa di Lega israeliana: 1

Hapoel Be'er Sheva: 2016-2017